# Бондаренко, Владислава Ивановна
Владислава Ивановна Бондаренко (род. 11 июня 2001, Екатеринбург) — российская волейболистка, связующая. Игрок волейбольного клуба Уралочка-2-УрГЭУ (с 2025 года). 

## Биография
Родилась 11 июня 2001 года в Екатеринбурге, Свердловская область. Пришла на секцию волейбола в Детско-юношескую спортивную школу #1 города Екатеринбург. Первый тренер был Михаил Карполь.

## Спортивная карьера
В начале сезона 2024/2025 российской Суперлиги была выбрана под общим 12-м номером клуба Уралочка-НТМК. 9 апреле 2025 года была переведена в фарм клуб Уралочка-2-УрГЭУ и в первом же матче отличилась скидками против команды Динамо-Анапа.

### Клубная карьера
- с 2024 —  «Уралочка-НТМК» (Свердловская область) — суперлига.
- с 2025 —  «Уралочка-2-УрГЭУ» (Свердловская область) — высшая лига «А».